# Битка код Кулма
Битка код Кулма вођена је 29. и 30. августа 1813. године између војске Првог француског царства са једне и савезничке војске Русије, Аустрије и Пруске са друге стране. Део је Наполеонових ратова, а завршена је победом коалиције.

## Увод
Након битке код Дрездена, савезници су 28. августа отпочели повлачење у Чешку. У неколико колона прелазили су Рудне планине по рђавом путу. Од Пирне кретао се војвода Еуген Виртембершки са руским 2. корпусом и 1. гардијском дивизијом. За њим је надирао Вандам са 40.000 људи и 80 топова. Путем преко Максена ка Фиртенвалду одступао је пруски корпус Клајста; за њим је ишао Сен Сир. Главна колона савезника (Аустријанци и Руси) кретала се преко Алтенберга ка Духцову. За њима је ишао Мармон.

## Битка
Да би заштитио излажење осталих колона из планине, војвода Еуген се 29. августа зауставио код Пристена и Штрадена. Вандам га је напао надмоћнијим снагама, али су се Руси одржали. Ујутро следећег дана савезници су се појачали са 44.000 људи из главне колоне и прешли у обухватни напад на Арбесау и Кулм, али нису могли да сломе Вандамов отпор. Тек појава Клајста за леђима Француза донела је преокрет. Када је увидео опасност, Вандам је оставио на дотадашњем фронту артиљерију са слабом пешадијском заштитом и окренуо се са масом пешадије у напад на новог непријатеља. Успео је да прегази три Клајстове бригаде, али су се његове јединице затим разбиле у ватри бригаде Цитена која је од Петерсвалда кренула ка југу. Савезници су, у међувремену, освојили артиљерију француског јужног фронта, Кулм, Арбесау и друга места. Вандамов корпус је уништен, а он заробљен. Савезници су у два дана изгубили око 10.000 људи.